# Championnat d'Italie de football 1948-1949
Navigation
Édition précédente Édition suivante
| \| Torino Inter AC Milan Juventus Sampdoria Bologne Genoa Lucchese Triestina Fiorentina Palerme Padoue Lazio AS Rome Novare Atalanta Pro Patria Bari Modène Livourne \| Localisation des clubs engagés dans le championnat. |
| Torino Inter AC Milan Juventus Sampdoria Bologne Genoa Lucchese Triestina Fiorentina Palerme Padoue Lazio AS Rome Novare Atalanta Pro Patria Bari Modène Livourne                                                           |

Le Championnat d'Italie de football de Série A 1948-1949 est la 47e édition du championnat d'Italie de football, qui réunit 20 équipes. 
Le championnat est remporté pour la 6e fois de son histoire par le Torino Calcio. Le titre est décerné au Torino Calcio quatre journées avant la fin, après le drame de Superga ayant décimé l'équipe première. Les quatre matchs restants ont été joués par l'équipe réserve.

## Classement
Le partage des points est fait sur le barème suivant : deux points pour une victoire, un point pour un match nul et aucun point pour une défaite.
| Rang | Équipe               | Pts | J  | G  | N  | P  | Bp | Bc | Diff |
| ---- | -------------------- | --- | -- | -- | -- | -- | -- | -- | ---- |
| 1    | Torino Calcio T      | 60  | 38 | 25 | 10 | 3  | 78 | 34 | +44  |
| 2    | Inter Milan          | 55  | 38 | 22 | 11 | 5  | 85 | 39 | +46  |
| 3    | AC Milan             | 50  | 38 | 21 | 8  | 9  | 83 | 52 | +31  |
| 4    | Juventus FC          | 44  | 38 | 18 | 8  | 12 | 64 | 47 | +17  |
| 5    | UC Sampdoria         | 41  | 38 | 16 | 9  | 13 | 74 | 63 | +11  |
| 6    | Bologne FC 1909      | 41  | 38 | 12 | 17 | 9  | 53 | 46 | +7   |
| 7    | Genoa CFC            | 40  | 38 | 14 | 12 | 12 | 51 | 51 | 0    |
| 8    | US Lucchese-Libertas | 38  | 38 | 14 | 10 | 14 | 55 | 55 | 0    |
| 9    | US Triestina         | 38  | 38 | 13 | 12 | 13 | 59 | 59 | 0    |
| 10   | AC Fiorentina        | 38  | 38 | 15 | 8  | 15 | 51 | 60 | -9   |
| 11   | US Palerme P         | 36  | 38 | 14 | 8  | 16 | 57 | 58 | -1   |
| 12   | Calcio Padova P      | 36  | 38 | 12 | 12 | 14 | 45 | 64 | -19  |
| 13   | SS Lazio             | 34  | 38 | 11 | 12 | 15 | 60 | 62 | -2   |
| 14   | AS Rome              | 32  | 38 | 12 | 8  | 18 | 47 | 57 | -10  |
| 15   | AC Novare P          | 31  | 38 | 12 | 7  | 19 | 52 | 74 | -22  |
| 16   | Atalanta Bergame     | 31  | 38 | 11 | 9  | 18 | 40 | 58 | -18  |
| 17   | Pro Patria Calcio    | 30  | 38 | 11 | 8  | 19 | 51 | 61 | -10  |
| 18   | AS Bari              | 30  | 38 | 10 | 10 | 18 | 30 | 50 | -20  |
| 19   | FBC Modène           | 29  | 38 | 9  | 11 | 18 | 36 | 49 | -13  |
| 20   | US Livourne          | 26  | 38 | 9  | 8  | 21 | 39 | 71 | -32  |

- Champion d'Italie et qualification pour la Coupe Latine 1949
- Relégation en Serie B

T = Tenant du titre 1947-1948
P = Promu en 1947-1948

## Meilleurs buteurs
|   | Buteur        | Club            | Nb de Buts |
| - | ------------- | --------------- | ---------- |
| 1 | Istvan Nyers  | Inter Milan     | 26         |
| 2 | Amedeo Amadei | Inter Milan     | 22         |
| 3 | Istvan Mike   | Bologne FC 1909 | 21         |

## Bilan de la saison
| Tableau d'Honneur |               |
| Compétition       | Vainqueur     |
| Serie A           | Torino Calcio |

| Promotions et relégations |                        |
| Relégués en Serie B       | FBC Modène US Livourne |
| Promus de Serie B         | AC Côme AC Venise      |